# Amphigonalia severini
Amphigonalia severini är en insektsart som först beskrevs av Delong 1948.  Amphigonalia severini ingår i släktet Amphigonalia och familjen dvärgstritar. Inga underarter finns listade i Catalogue of Life.